# Empty Hearts
Empty Hearts er en amerikansk stumfilm fra 1924 af Alfred Santell.

## Medvirkende
- John Bowers som Milt Kimberlin
- Charles Murray som Joe Delane
- John Miljan som Frank Gorman
- Clara Bow som Rosalie
- Buck Black som Val Kimberlin
- Lillian Rich som Madeline
- Joan Standing som Hilda